# 高見山酉之助
髙見山 酉之助（たかみやま とりのすけ、1873年10月25日 - 1924年1月11日）は、新治県海上郡（現在の千葉県銚子市）出身で高砂部屋に所属した大相撲力士。本名は吉岡 酉之助。最高位は関脇（1910年1月場所）。現役時代の体格は身長173cm、体重139kg。

## 来歴
高砂部屋に入門し1895年（明治28年）6月場所から番付に記載される。四股名は加増山（かぞうさん）であった。
1907年（明治40年）1月場所新入幕、この時33歳であった。1910年（明治43年）1月場所関脇。巨体を生かして左四つに組み止め、ジワジワ寄る典型的な四つ相撲の取り口だが「鈍州」と呼ばれるほど、勝ちみが遅いため速攻や技能派力士を苦手としていた。特に玉椿が大の苦手で割が組まれて「高見山には玉ァ･･･」の触れ太鼓を聞くや布団をかぶってガタガタ震え出て来なかったという。
國技館（当場所のみ大相撲常設館と書かれていた）完成の1909年（明治42年）6月場所には新大関太刀山に勝って7勝3分、この場所から始まった最優秀成績力士（優勝額）掲額の第1号の力士となった。なお、平幕優勝力士としても第1号である。また、この場所から導入された東西対抗の優勝制度のなかで、彼が属した側が優勝し、関脇以下の最優秀成績でもあったために、優勝旗手の栄誉も得た。最終場所は1913年（大正2年）5月場所。引退後は協会に残らず郷里に帰り飲食店を営んだ。

## 主な成績
- 番付在位場所数：37場所
- 幕内在位：14場所（うち関脇1場所、小結2場所）
- 幕内通算成績：43勝29敗13分55休　勝率.597
- 幕内最高優勝：1回[1]
- 優勝旗手：1回[1]

### 場所別成績
| 1895年 （明治28年） | x                      | 東序ノ口8枚目 –              |
| 1896年 （明治29年） | 東序ノ口4枚目 –        | 東序二段11枚目 –             |
| 1897年 （明治30年） | 東三段目34枚目 –       | 西三段目14枚目 –             |
| 1898年 （明治31年） | 東三段目5枚目 –        | 東三段目15枚目 –             |
| 1899年 （明治32年） | 西三段目11枚目 –       | 西三段目22枚目 –             |
| 1900年 （明治33年） | 西三段目2枚目 –        | 西幕下22枚目 –               |
| 1901年 （明治34年） | 西幕下23枚目 –         | 西幕下31枚目 –               |
| 1902年 （明治35年） | 東幕下26枚目 –         | 西幕下9枚目 –                |
| 1903年 （明治36年） | 西幕下16枚目 –         | 東幕下4枚目 3–1 （対十両戦） |
| 1904年 （明治37年） | 西十両7枚目 3–1 2分    | 西十両5枚目 0–0              |
| 1905年 （明治38年） | 東十両8枚目 2–2        | 西十両5枚目 4–3 2分1預       |
| 1906年 （明治39年） | 西十両4枚目 3–1 1分    | 西十両2枚目 4–2 1分          |
| 1907年 （明治40年） | 西前頭14枚目 5–3–1 1分 | 西前頭9枚目 5–3–1 1分        |
| 1908年 （明治41年） | 西前頭5枚目 5–4–1      | 西前頭3枚目 6–3–1            |
| 1909年 （明治42年） | 東前頭筆頭 0–0–10      | 東前頭7枚目 7–0 3分 旗手     |
| 1910年 （明治43年） | 東関脇 1–6–1 2分       | 東前頭5枚目 5–2–1 2分        |
| 1911年 （明治44年） | 東小結 3–3–3 1分       | 東小結 0–0–10                |
| 1912年 （明治45年） | 西前頭5枚目 0–0–10     | 東前頭12枚目 6–2 2分         |
| 1913年 （大正2年） | 東前頭2枚目 0–3–6 1分  | 西前頭12枚目 引退 0–0–10     |
| 各欄の数字は、「勝ち-負け-休場」を示す。 優勝 引退 休場 十両 幕下 三賞：敢=敢闘賞、殊=殊勲賞、技=技能賞 その他：★=金星 番付階級：幕内 - 十両 - 幕下 - 三段目 - 序二段 - 序ノ口 幕内序列：横綱 - 大関 - 関脇 - 小結 - 前頭（「#数字」は各位内の序列） |                        |                              |

- 幕下以下の地位は小島貞二コレクションの番付実物画像による。また当時の幕下以下の星取・勝敗数等に関する記録については2024年現在相撲レファレンス等のデータベースに登録がなく、特に序二段や序ノ口などについては記録がほとんど現存していないと思われるため、幕下以下の勝敗数等は暫定的に対十両戦の分のみを示す。

## 改名歴
- 加増山　酉之介　-　1895年6月場所 - 1898年5月場所
- 大海　酉之介　-　1899年1月場所 - 1899年5月場所
- 加増山　酉之助[注釈 3]　-　1900年1月場所 - 1908年1月場所
- 髙見山　酉之助　-　1908年5月場所 - 1913年5月場所